# 1971年女子バスケットボール世界選手権
1971年女子バスケットボール世界選手権は、1971年にブラジル・サンパウロで開催された女子バスケットボールの国際大会である。ブラジルでの開催は2回目。
ソ連が4連覇を達成した。

## 最終成績
| 1971年世界選手権 優勝国: |
| ------------------------ |
| ソビエト連邦             |

| 順位 | 国               |
| ---- | ---------------- |
| 2    | チェコスロバキア |
| 3    | ブラジル         |
| 4    | 韓国             |
| 5    | 日本             |
| 6    | フランス         |
| 7    | キューバ         |
| 8    | アメリカ合衆国   |
| 9    | オーストラリア   |
| 10   | カナダ           |
| 11   | アルゼンチン     |
| 12   | エクアドル       |
| 13   | マダガスカル     |